# William Cavendish-Bentinck, 7. Duke of Portland
William Arthur Henry Cavendish-Bentinck, 7. Duke of Portland KG (* 16. März 1893 in Mayfair, London; † 21. März 1977 in Nottinghamshire), bis 1943 bekannt unter dem Höflichkeitstitel Marquess of Titchfield, war ein britischer Politiker der Conservative Party.

## Leben und Karriere

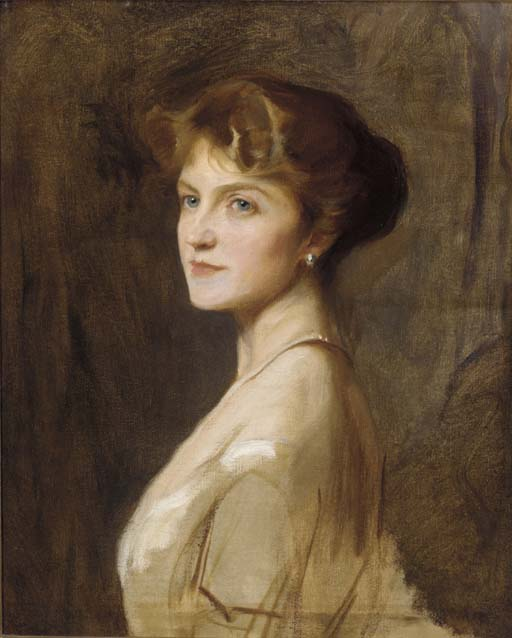
Ivy Gordon-Lennox, gemalt von Philip Alexius de László (1915)

Er wurde 1893 als älterer Sohn von William Cavendish-Bentinck, 6. Duke of Portland, und dessen Frau Winifred Dallas-Yorke geboren. Er besuchte das Eton College. Von 1922 bis 1943 war er Abgeordneter für Newark im House of Commons. Von 1927 bis 1929 sowie 1931 war er jeweils nachgeordneter Minister im Schatzamt. 1943 erbte er beim Tod seines Vaters dessen Titel und den damit verbundenen Sitz im House of Lords. Außerdem war er von 1939 bis 1963 Lord Lieutenant von Nottinghamshire.

## Familie
Seit dem 12. August 1915 war Cavendish-Bentinck mit Hon. Ivy Gordon-Lennox (1887–1982), Enkelin des 6. Duke of Richmond, verheiratet. Aus der Ehe gingen zwei Töchter hervor:
- Lady Alexandra Margaret „Anne“ Cavendish-Bentinck (* 16. September 1916; † 29. Dezember 2008);
- Lady Victoria „Margaret“ Cavendish-Bentinck (* 9. Oktober 1918; † 29. August 1955) ⚭ 1950 Don Gaetano Parente, Principe di Castel Viscardo.

Da er bei seinem Tod keine männlichen Nachkommen hinterließ, fiel sein Titel Duke of Portland nebst den nachgeordneten Titeln Marquess of Titchfield, Earl of Portland, Viscount Woodstock und Baron Cirencester an einen Cousin dritten Grades. Sein Titel Baron Bolsover erlosch. Den Stammsitz der Familie Welbeck Abbey erbte seine überlebende Tochter.